# اشبی (مینه‌سوتا)
اشبی، مینه‌سوتا (به انگلیسی: Ashby, Minnesota) یک شهر در ایالات متحده آمریکا است که در مینه‌سوتا واقع شده‌است.

## خصوصیات
اشبی ۱٫۵۳ کیلومترمربع مساحت و ۴۴۶ نفر جمعیت دارد و ۳۹۵ متر بالاتر از سطح دریا واقع شده‌است.